# NGC 1488
NGC 1488 is een dubbelster in het sterrenbeeld Stier. Het hemelobject werd op 24 november 1854 ontdekt door de Ierse astronoom Edward Joshua Cooper.